# Разъезд 8
Разъезд 8 (каз. рзд.8) — упразднённый разъезд в Сырдарьинском районе Кызылординской области Казахстана. Упразднено в 2018 г. Входил в состав сельского округа им.Токмаганбетова. Код КАТО — 434849200.

## Население
В 1999 году население разъезда составляло 16 человек (9 мужчин и 7 женщин). По данным переписи 2009 года, в разъезде проживало 14 человек (9 мужчин и 5 женщин).